# Catamarano

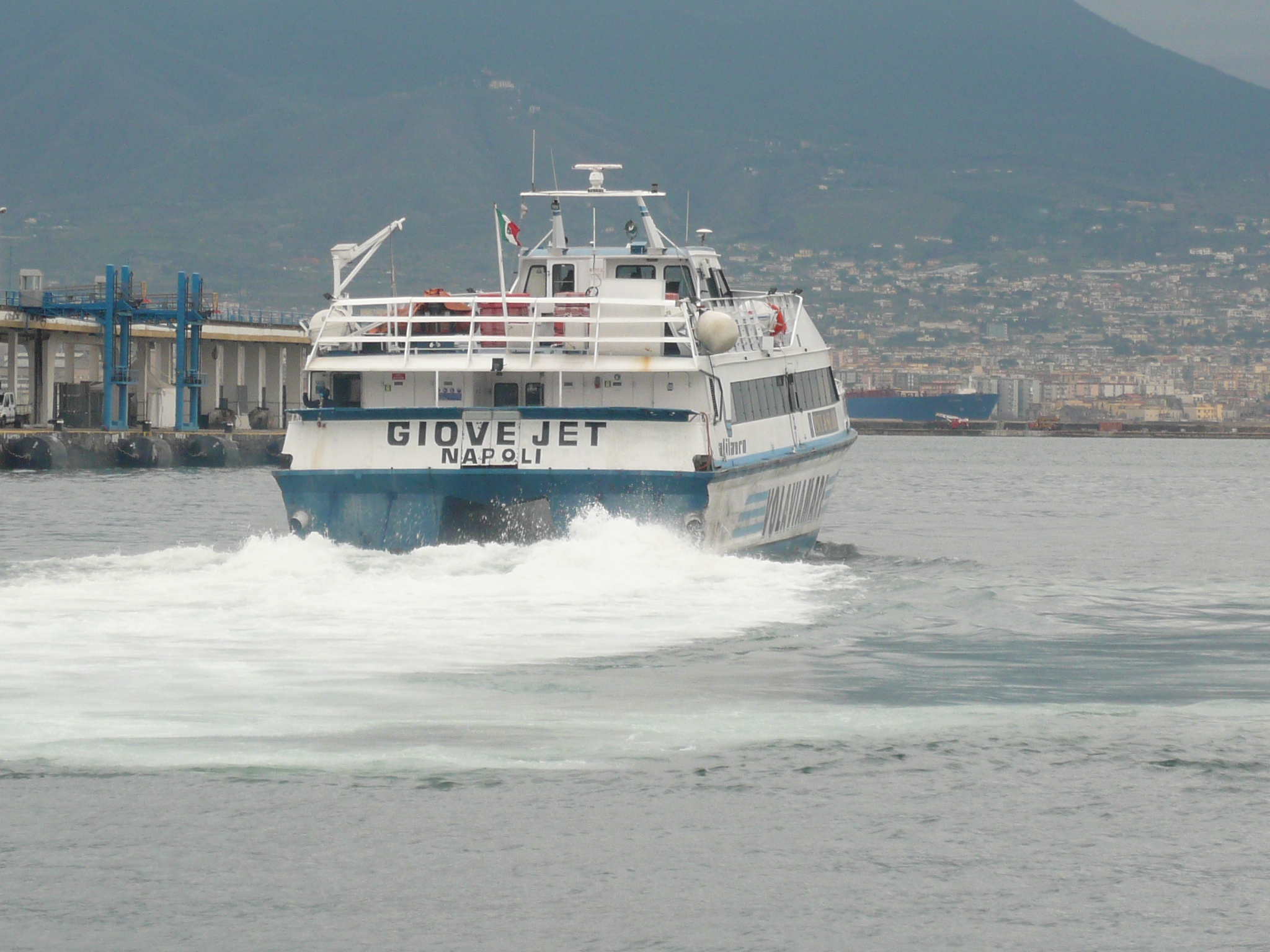
Catamarano appena salpato dal Molo Beverello di Napoli

Il catamarano è una imbarcazione appartenente alla categoria dei multiscafo, formato da due scafi collegati da una struttura di collegamento chiamata ponte.
I catamarani sfruttano la riduzione della resistenza al moto che si realizza, per le carene dislocanti (cioè il cui sostentamento/galleggiamento è garantito dalla spinta idrostatica e non da effetti idrodinamici) veloci, attraverso carene filanti di elevato allungamento cioè con la lunghezza accentuata rispetto a larghezza ed immersione. Il carico trasportato generalmente si trova sia all'interno dei due scafi che sul ponte di collegamento dei due scafi.
I catamarani, in Occidente, sono di concezione relativamente recente, utilizzati per il trasporto veloce di passeggeri e cose, per lo svago e lo sport. Il Classe A è un catamarano monotipo di piccole dimensioni.

## Storia

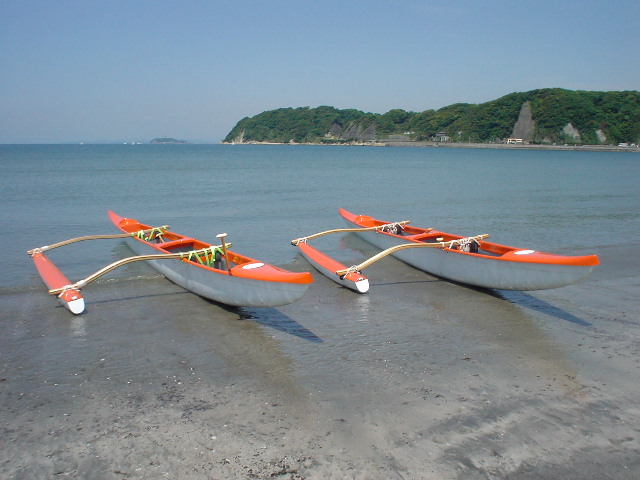
Canoe polinesiane moderne

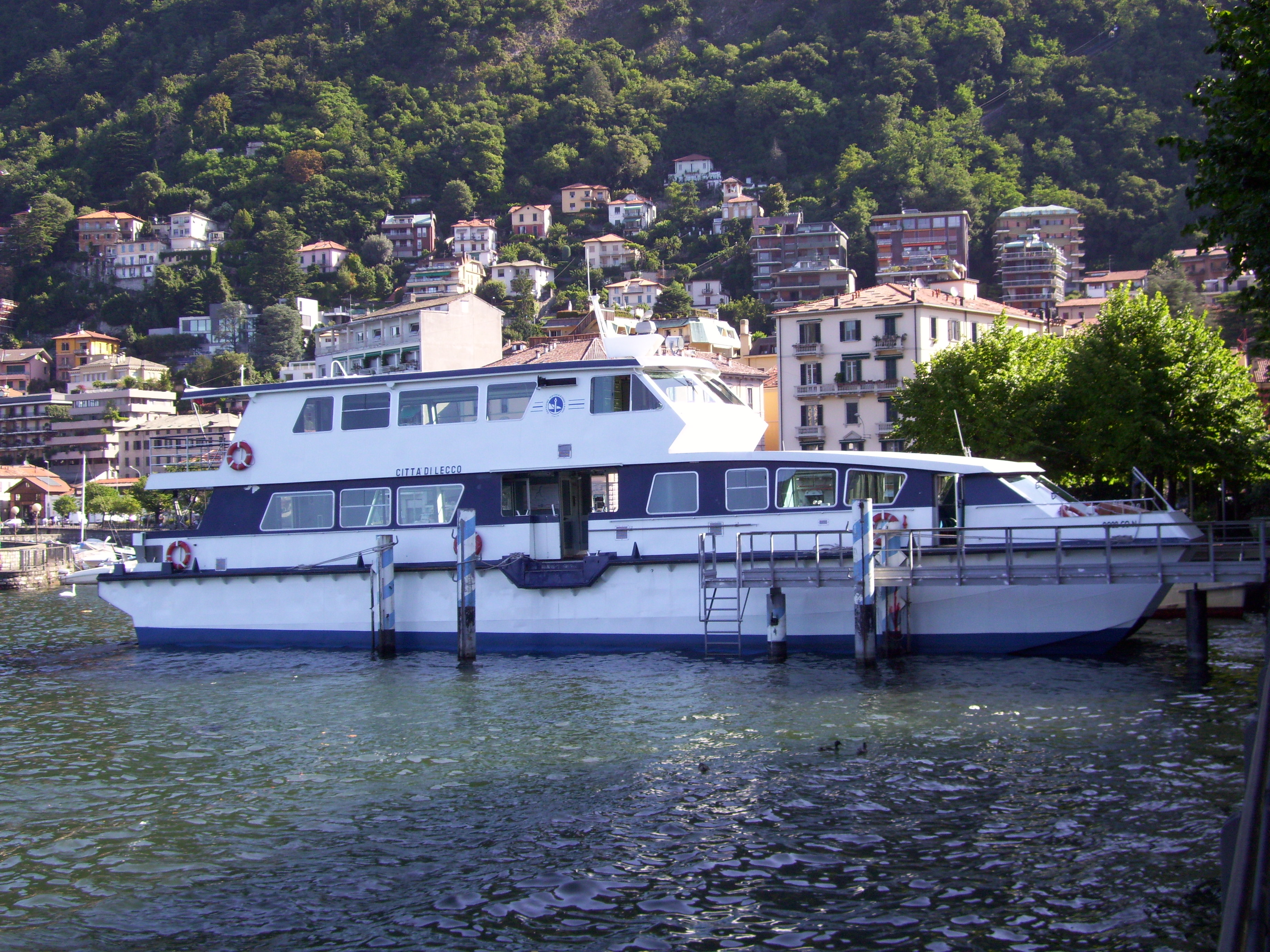
Catamarano Città di Lecco di proprietà della Navigazione lago di Como ormeggiato nel porto di Como

La parola catamarano deriva dalla Lingua tamil kattu-maram கட்டுமரம்: kattu "legare" + maram "albero", e trae origine dalle imbarcazioni utilizzate dalle popolazioni del Paravas, un'aristocratica comunità di pescatori posta nel litorale sud di Tamil (India). I catamarani furono utilizzati dalla antica dinastia Tamil dei Chola fin dal V secolo a.C. per spostare le proprie flotte alla conquista delle regioni asiatiche sudorientali come la Birmania, l'Indonesia e la Malaysia.
In Europa la conoscenza di questa imbarcazione trae origine della  canoa polinesiana o canoa a bilanciere diffusa da millenni fra le popolazioni insulari poste tra l'oceano Indiano e l'Oceano Pacifico. In questo particolare tipo di canoa, dei due scafi il più grande ospita equipaggio e carico, il più piccolo stabilizza, con possibilità nulle di carico. All'inizio l'accettazione, da parte dei marinai occidentali, di tale tipo di imbarcazione fu nulla in quanto, se favorisce lo spostamento lungo le rotte oceaniche causa la sua elevata stabilità e velocità, non permette però di portare carichi elevati, a causa della piccola stazza (caratteristica nel disegno di tale mezzo) rendendolo inutile per il commercio.

## Utilizzo del catamarano

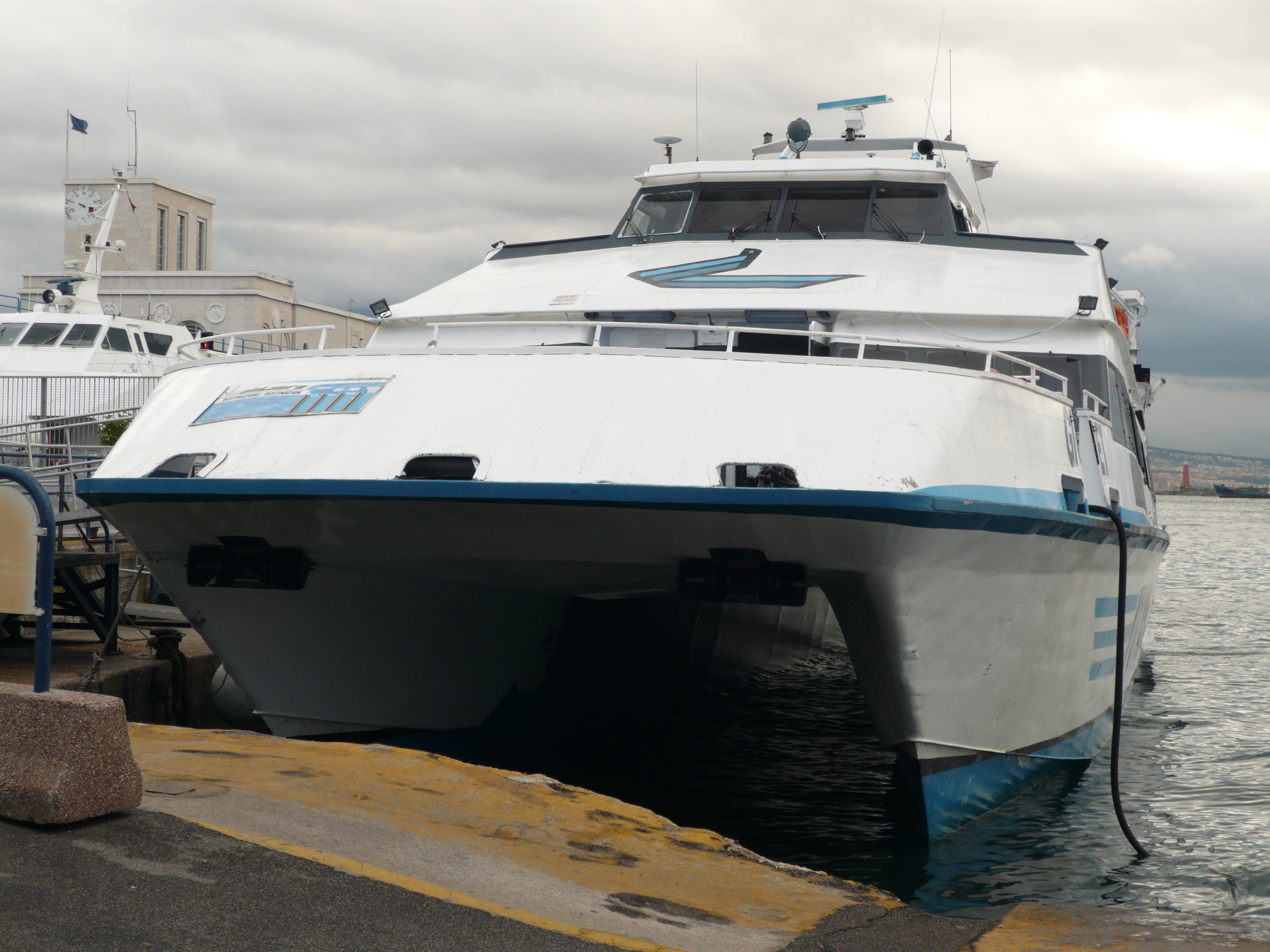
Catamarano attraccato al Molo Beverello di Napoli

Anche se i natanti con configurazione dello scafo a catamarano offrono elevati livelli di stabilità e velocità, non sono certo ideali per il trasporto delle merci (cargo). È necessario ricordare che l'espansione oceanica delle popolazioni europee è avvenuta nel principale interesse di apertura delle rotte commerciali di trasporto, rotte per le quali risultavano redditizie solo imbarcazioni a elevato carico (stazza), per le quali la forma monoscafo è perfettamente idonea.

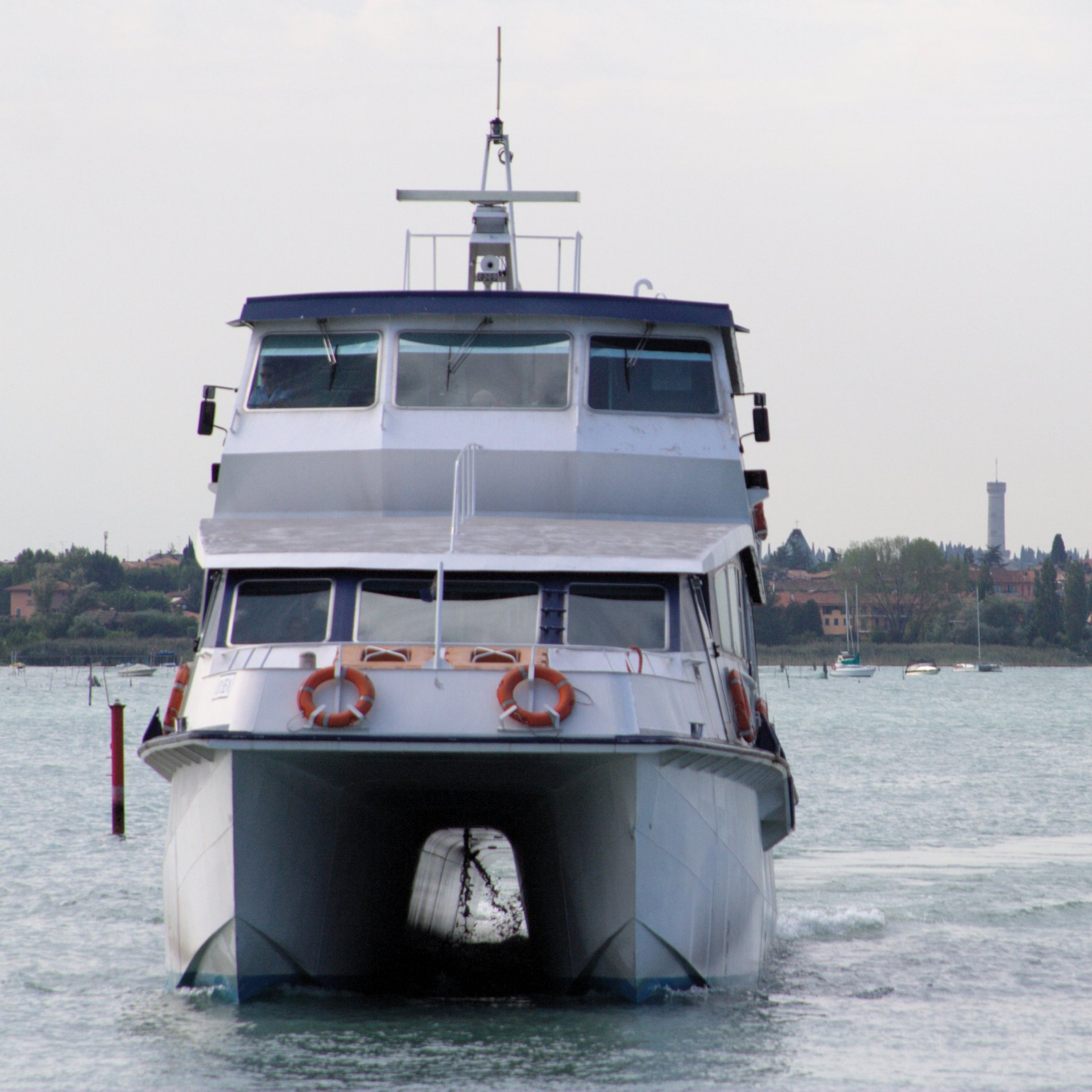
Vista frontale che evidenzia i due scafi che compongono l'opera viva del catamarano Freccia del Garda sul lago di Garda

Contrariamente, nelle zone insulari oceaniche, la cronica mancanza di legname di qualità per la costruzione degli scafi ha richiesto un differente approccio. I popoli insulari dell'Oceano Indiano e del Pacifico hanno così minimizzato il consumo del prezioso legname per la costruzione delle loro imbarcazioni, parallelamente avevano bisogno di imbarcazioni efficienti, con elevati rapporti lunghezza/larghezza dello scafo (scafo sottile), in quanto la propulsione era normalmente affidata a pochi rematori e/o una piccola vela. In queste condizioni il catamarano è la scelta ottimale, la stabilità è garantita dalla particolare geometria anche per scafi assai sottili e il consumo di legname, a parità di stabilità, è minimo. 
Questa soluzione permette il trasporto solo di carichi limitati, qualche guerriero, un po' di cibo e pochi animali da utilizzare per una futura colonizzazione. In effetti questi popoli insulari hanno colonizzato le varie isole imponendo la propria presenza con una esistenza legata principalmente allo sfruttamento agricolo. Il commercio è sempre stata un'attività limitata, legata a poche tipologie di oggetti.

## Catamarano Ro-Pax
Negli ultimi anni si sono diffusi in tutto il mondo i catamarani per il trasporto combinato di passeggeri e auto al seguito, su rotte di medio e breve raggio. Appartenenti alla categoria HSC (High Speed Craft) permettono di ridurre i tempi di traversata rispetto ai traghetti tradizionali. Grazie a una propulsione a idrogetti e a un minore attrito sull'acqua, questi possono raggiungere velocità comprese tra i 35 e i 45 nodi, trasportando centinaia di passeggeri assieme a decine di autovetture, autobus e camion. 

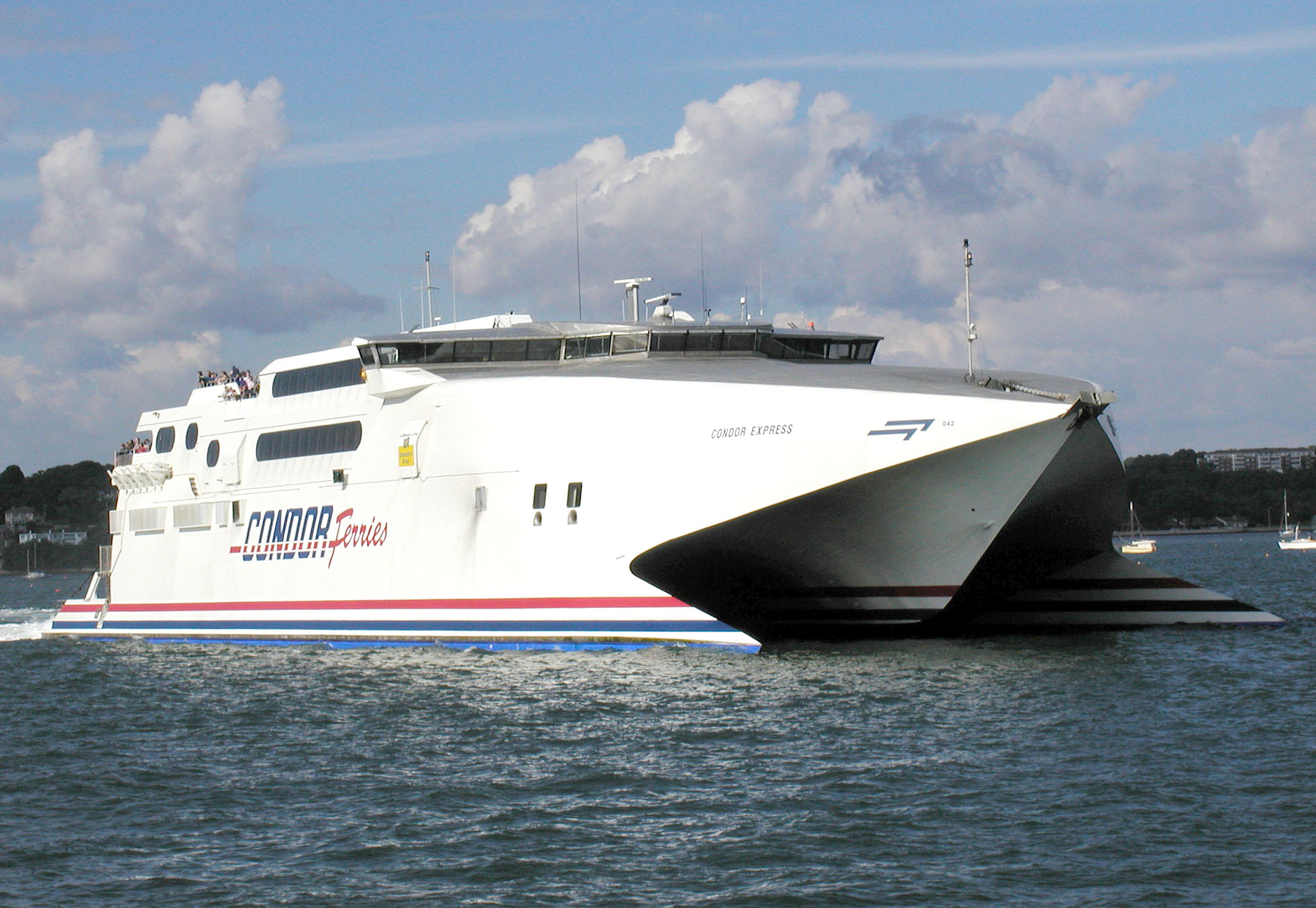
Catamarano Ro-Ro della Condor Ferries

 In Europa queste imbarcazioni vengono regolarmente impiegate nel Canale della Manica, nel Lago di Costanza, tra Inghilterra ed Irlanda e tra Svezia e Germania, in Italia tra Sicilia e Malta con catamarani fra i più grandi al mondo della compagnia maltese Virtu Ferries Limited. Vengono inoltre impiegati nella stagione estiva per i collegamenti con Croazia e le isole greche di Corfù e Paxos. Crescente diffusione stanno conoscendo in Grecia, in particolare nel Mar Egeo, per i collegamenti tra il Pireo e numerose isole delle Cicladi.

## Catamarano da diporto
Il catamarano incrementa la resistenza all'avanzamento circa proporzionalmente al quadrato della velocità, mentre nel monoscafo questa aumenta al cubo, ciò significa che per raddoppiare la velocità nel multiscafo serve quadruplicare la potenza (di vela o motore), mentre nel monoscafo bisogna moltiplicarla per otto. La stabilità trasversale del catamarano è di tipo geometrico (stabilità di forma), negli scafi a vela la forza necessaria a fare sbandare inizialmente un catamarano è quattro volte quella necessaria a fare sbandare un monoscafo, la cui stabilità è fornita dal peso della chiglia (stabilità di peso).
Negli ultimi decenni c'è stato un interesse sempre crescente riguardo ai catamarani. A parità di lunghezza un catamarano ha spazi maggiori di un monoscafo a vela, una migliore stabilità, un pescaggio contenuto e una notevole facilità di manovra, adatto ai neofiti e famiglie. Presenta alcuni svantaggi, come la difficoltà a trovare ormeggi, il costo maggiore e la ridotta possibilità di risalire il vento. Dai puristi della vela è considerato un sidecar del mare.
A testimonianza del successo dei catamarani da diporto, il mercato del noleggio di barche è composto al 50% da catamarani ai Caraibi e al 40% nel Mediterraneo.